# Artocarpus nigrifolius
Artocarpus nigrifolius är en mullbärsväxtart som beskrevs av Cheng Yih Wu. Artocarpus nigrifolius ingår i släktet Artocarpus och familjen mullbärsväxter. Inga underarter finns listade i Catalogue of Life.